# SKA Leningrad
Basketbolnyj kloeb Sportivny Kloeb Armii Leningrad (Russisch: Баскетбольный клуб Спортивный Клуб Армии Ленинград) was een basketbalclub die zijn thuiswedstrijden speelde in Leningrad, Sovjet-Unie.

## Geschiedenis
De legerclub werd opgericht in 1929 als LVO (dat kan worden vertaald als "Leningradhuis van het Militaire District") in Leningrad. In 1937 veranderde de naam in DKA ("Huis van het Rode Leger"). In 1945 deden ze voor het eerst mee om het nationale kampioenschap van de Sovjet-Unie. In 1946 veranderde de naam in LDO ("Leningrad officiershuis"). In 1949 veranderde de naam in DO ("Officiershuis"). In 1950 behaalde ze hun beste resultaat namelijk de vijfde plaats in het kampioenschap van de Sovjet Unie. In 1953 werd de naam van de club ODO ("District Officiershuis"). In 1957 werd de naam veranderd in SKVO ("Sportclub Militaire District"). In 1960 kreeg de club haar huidige naam SKA ("Sportclub van het Leger"). Het volgende optreden van de club in de Sovjet-Russische elitebasketbalcompetitie was in 1962, 1964 en 1966. De daaropvolgende seizoenen zakte "SKA" langzaam weg uit de top van de Premjer-Liga. Hun laatste seizoen was 1969.

## Erelijst
- Landskampioen Sovjet-Unie: 
  - Vijfde: 1950

## Verschillende namen
- 1929-1936: LVO Leningrad
- 1937-1945: DKA Leningrad
- 1946-1948: LDO Leningrad
- 1949-1952: DO Leningrad
- 1953-1956: ODO Leningrad
- 1957-1959: SKVO Leningrad
- 1960-1969: SKA Leningrad

## Bekende (oud)-spelers
- - Pavel Baranov
- - Viktor Charitonov
- - Valeri Fedorov
- - Aleksandr Gomelski
- - Vladimir Kondrasjin
- - Georgi Oeljasjenko
- - Viktor Razzjivin
- - Vladimir Zjeldin
- - Jevgeni Nikitin

## Bekende (oud)-coaches
- - Pavel Baranov (1950-1957)